# 懷特霍恩 (加利福尼亞州)
懷特霍恩（英語：Whitethorn）是位於美國加利福尼亞州洪堡縣的一個非建制地區。該地的面積和人口皆未知。

## 地理
懷特霍恩的座標為41°01′26″N 123°56′35″W / 41.02389°N 123.94306°W，而該地的平均海拔高度為312米（即1024英尺）。